# Тршће (Чабар)
Тршће је насељено место у саставу града Чабра у Приморско-горанској жупанији, Република Хрватска.

## Историја
До територијалне реорганизације у Хрватској налазило се у саставу старе општине Чабар.

## Становништво
На попису становништва 2011. године, Тршће је имало 342 становника.

## Попис1991.
На попису становништва 1991. године, насељено место Тршће је имало 443 становника, следећег националног састава:
| Попис 1991.‍  | Попис 1991.‍  | Попис 1991.‍ | Попис 1991.‍ | Попис 1991.‍ |
| ------------ | ------------ | ----------- | ----------- | ----------- |
|              |              |             |             |             |
| Хрвати       | Хрвати       |             | 428         | 96,61%      |
| Срби         | Срби         |             | 3           | 0,67%       |
| Југословени  | Југословени  |             | 2           | 0,45%       |
| Словенци     | Словенци     |             | 1           | 0,22%       |
| неопредељени | неопредељени |             | 1           | 0,22%       |
| регион. опр. | регион. опр. |             | 1           | 0,22%       |
| непознато    | непознато    |             | 7           | 1,58%       |
| укупно: 443  |              |             |             |             |